# Haut les mains
Pour les articles homonymes, voir Haut les mains (homonymie).
Pour plus de détails, voir Fiche technique et Distribution.
Haut les mains (en polonais : Ręce do góry) est un film polonais en noir et blanc réalisé par Jerzy Skolimowski, réalisé en 1967, interdit par la censure et sorti en 1981 augmenté d'un prologue en couleurs.

## Synopsis
Dix ans après la fin de leurs études de médecine, cinq jeunes gens se retrouvent à bord d'un train de marchandises. Ils y évoquent leur passé commun, le temps où la Pologne était régentée par le stalinisme intransigeant : à cette époque, ils avaient été chargés d'accoler des panneaux de papier afin d'ériger un immense portrait de Staline pour le défilé du premier mai. Or sur l'affiche, le despote avait été affublé de deux paires d'yeux.

## Fiche technique
- Titre : Haut les mains
- Titre original : Ręce do góry
- Réalisation : Jerzy Skolimowski
- Scénario : Jerzy Skolimowski et Andrzej Kostenko
- Image : Witold Sobocinski et Andrzej Kostenko
- Décor : Jerzy Skolimowski
- Montage : Zenon Piórecki (1967) Grażyna Jasińska-Wiśniarowska (pl) et Krystyna Rutkowska (1981)
- Musique : Krzysztof Komeda (1967) Krzysztof Penderecki Kosmogonia et Józef Skrzek (pl) (1981)
- Production : Zespół Filmowy Syrena (pl) (1967), Arte France Cinéma (1981)
- Pays d'origine : Pologne
- Format : Noir et blanc (le prologue de 1981 est en couleur) - Dolby - 35 mm
- Genre : Comédie
- Durée : 90 minutes
- Date de sortie : 1981

## Distribution

### Film de 1967
- Jerzy Skolimowski : Andrzej Leszczyc (pl) « Zastawa »
- Joanna Szczerbic (pl) : Alfa
- Tadeusz Łomnicki : Opel Record
- Adam Hanuszkiewicz : Roméo
- Bogumił Kobiela : Wartburg
- Alan Bates : Wikto

### Prologue de 1981
Dans leurs propres rôles : 
- Jerzy Skolimowski
- Jane Asher
- David Essex
- Bruno Ganz
- Karol Kulik[1]
- Michael Sarne (en)
- Volker Schlöndorff
- Margarethe von Trotta
- Fred Zinnemann

## Genèse du film
Comme il était membre de l'Union des auteurs polonais (pl) (ZLP), Jerzy Skolimowski était invité à présenter, lors de concours littéraires, des textes. Pour l'un de ces concours il dut présenter une pièce de théâtre contemporaine, et la date limite de dépôt de l’œuvre était fixée pour le 31 décembre 1966. Or le 31 décembre au matin, Skolimowski n'a toujours rien écrit ; il appelle Andrzej Kostenko, futur co-scénariste et chef opérateur du film, et réserve deux chambres dans un hôtel de Varsovie. Il demande à un dactylographe de l'Association du Film d'écouter les conversations de la chambre voisine et de noter des phrases qui reviennent.
Skolimowski et Kostenko commencent à travailler dans l'après-midi et le soir, vers minuit, Skolimowski livre un script de 70 pages. Si Skolimowski n'a gagné aucun prix lors du concours, il est encouragé par Stanislas Wohl (pl), directeur du Studio Syrena (pl), à retravailler son script. Le jeune réalisateur engage alors les acteurs et commence à tourner avec seulement quelques pages de scénario, et sans l'aide de Kostenko, qui travaillait alors sur un film de Witold Leszczyński. Skolimowski reçoit sur le plateau des visites de Krzysztof Komeda et d'Andrzej Wajda. L'équipe, réduite, se voit contraint de tourner dans des courts de tennis couverts, le tournage ayant démarré très vite et les studios étant déjà tous occupés.

## Projet et réalisation
Le réalisateur estime en 1968 que Haut les mains est, de loin, le meilleur de ses films à ce jour, celui qui contient le plus de maturité. Il dit avoir eu une liberté complète pendant sa fabrication, personne ne tentant de le pousser vers une direction qui ne serait pas la sienne. Il le considère comme une provocation concernant aussi bien la politique que les problèmes sociaux en Pologne, sombre et peu explicite. Jerzy Skolimowski y parle d'un homme d'environ 35 ans, assez aisé, qui peut consommer ce qu'il souhaite (voitures, maisons...) mais qui a perdu les dix dernières années de sa vie, qui a abandonné tous les idéaux qu'il avait lorsqu'il était étudiant. Le fait que le héros du film soit médecin est une métaphore : il peut soigner le corps des gens mais pas leur esprit car il souffre de la même maladie qu'eux, la même perte d'idéaux.

## Accueil du film
Haut les mains est interdit par la censure polonaise, car il est considéré comme une charge antistalinienne (il sortira finalement en 1981), Jerzy Skolimowski décide de ne plus tourner en Pologne. Il estime que cette interdiction « a pratiquement détruit [sa] vie » car à partir de ce moment il a dû quitter son pays, vivre en allant d'un pays à l'autre et surtout cesser de faire les films qu'il voulait vraiment réaliser pour commencer à faire des films afin de gagner de l'argent. 
Jerzy Skolimowski, croyant beaucoup à ce film, s'est dit estomaqué de son interdiction.
Le film a été présenté (hors compétition) au Festival de Cannes 1981.